# Diomede Pantaleoni
Pour les articles homonymes, voir Pantaleoni.
Diomede Pantaleoni (Macerata, 21 mars 1810 - Rome, 3 mai 1885) est un médecin et un homme politique italien.

## Biographie
Diplômé en médecine de l'université de Rome, il se distingue par son engagement lors de l'épidémie de choléra de 1837.
Pendant le pontificat de Pie IX (1846-1878), il fait partie des groupes politiques modérés qui soutiennent les programmes réformateurs, se dissociant de la république de 1849.
Il collabore ensuite avec Camillo Cavour dans des négociations secrètes avec Napoléon III pour résoudre la question romaine.
Élu député du royaume d'Italie, il est expulsé de Rome ; il est nommé sénateur le 6 novembre 1873 et écrit divers ouvrages à caractère politique. En 1870, il est choisi comme commissaire des Ospedali Riuniti (hôpitaux unis) de Rome et, à ce titre, il restaure l'hôpital de San Rocco pour les parturientes et les célibataires.
Il est le père de l'économiste Maffeo Pantaleoni, ami de Vilfredo Pareto et promoteur du marginalisme en Italie.

### Fonctions politiques et administratives
- Membre et questeur du Conseil des Députés (Rome) (1848)
- Conseiller municipal de Rome

### Fonctions et titres
- Fondateur de la Société historique romaine (1840)
- Membre ordinaire du Conseil supérieur de la santé
- Vice-président du Conseil supérieur de la santé
- Membre de la Commission pour la conservation des monuments des beaux-arts et des antiquités de la région des Marches, section Macerata

## Source
- (it) Cet article est partiellement ou en totalité issu de l’article de Wikipédia en italien intitulé « Diomede Pantaleoni » (voir la liste des auteurs).